# Gornja Šumetlica
Gornja Šumetlica – wieś w Chorwacji, w żupanii pożedzko-slawońskiej, w mieście Pakrac. W 2011 roku liczyła 65 mieszkańców.